# 15783 Briancox
15783 Briancox este o planetă minoră (asteroid) din centura de asteroizi. A fost descoperită pe 14 august 1993 la Caussols de Eric Walter Elst. 
Obiectul prezintă o orbită caracterizată de o semiaxă mare de 3,9591855 UAi, o excentricitate de 0,26, o înclinație de 4,84097 ° în raport cu ecliptica.